# Suriauville
Suriauville település Franciaországban, Vosges megyében. Lakosainak száma 200 fő (2022. január 1.). Suriauville Bulgnéville, Contrexéville, Crainvilliers, Dombrot-le-Sec és Saulxures-lès-Bulgnéville községekkel határos.

## Népesség
A település népessége az elmúlt években az alábbi módon változott:
| Lakosok száma | 213  | 217  | 220  | 214  | 215  | 215  | 210  | 205  | 200  |
|               | 2013 | 2015 | 2016 | 2017 | 2018 | 2019 | 2020 | 2021 | 2022 |